# Позняк Павло Іванович
Павло́ Іва́нович Позня́к (1929, Лиса Гора — 2001, Київ) — український журналіст, прозаїк, перекладач. Постійний член редколегії газети «Вечірній Київ», Лауреат премії імені В. Огнєва. Заслужений працівник культури України.

## Біографія
Народився у 1929 році в селі Лиса Гора на Миколаївщині. У 1970-ті роки працював у газеті «Вечірній Київ» репортером, був постійним членом редколегії газети, завідувачем її провідного відділу. У 1995 по 2001 працював літературним редактором у газеті «Дзеркало тижня».

## Автор творів
Автор і співавтор дев'яти путівників по Києву, перекладених англійською, французькою, німецькою мовами, ці видання мали неабиякий успіх у іноземних туристів.
- Збірка ліричних оповідань
- Книга казок і оповідань для дітей
- Збірник нарисів про чудових людей.
- Дружнє обличчя Києва = The friendly face of Kiev / П. І. Позняк ; [пер. англ. : О. Г. Шульга]. — К. : Політвидав України, 1982. — 96 с., [6] арк. іл. — текст парал. : укр., англ.[1]
- Легендарный начдив: О Н. А. Щорсе: биография отдельного лица / П. І. Позняк. — М. : Политиздат, 1984. — 112 с
- Київ: Погляд через століття: фотопутівник / П. І. Позняк, С. В. П'ятериков. — К. : Мистецтво, 1987. — 233 с. : іл.[2]
- Славне місто-герой: нарис / П. І. Позняк. Для мол. шкіл. в. / Худож. В. П. Вересюк, Є. О. Ільницький, Є. Ф. Сендзюк; Рецензенти А. В. Дарибогова, М. В. Коваль, О. І.  Пархоменко; Фото М. Ф. Козловського, І. О. Кропивницького, М. О. Куріна, В. О. Моруженка, В. Б. Соловського, Л. Е. Фрейманіса, В. І. Щербакова. — К. Веселка, 1982. 160 с., Нарис українського радянського журналіста про історію міста Києва від найдавніших часів до наших днів.
- Киев: краткий путеводитель / Л. А. Даен, П. И. Позняк — Киев: Политиздат Украины, 1976. — 144 с. : ил.
- Київ: короткий путівник / Л. А. Даєн, П. І. Позняк, М. М. Черп. — 6-те вид., випр. і доп. — Київ: Політвидав України, 1970. — 188 с. : ил.[3]
- Київ: короткий путівник / Л. А. Даєн, П. І. Позняк, М. М. Черп. — 4-те вид., випр. та доп. — Київ: Політвидав України, 1967. — 188 с. : ил.
- Осінь у Софіївці: [фотокомпозиція] / [Дерлеменко Є. А. ; авт. тексту П. І. Позняк]. — К. : Мистецтво, 1990. — 112 с. : фото. кольор. — Текст укр., рос., англ. — 50 000 экз.[4]

## Крилаті фрази
Мав тонке почуття гумору: «Ось, думаю знову книгу написати» — «Навіщо?» — «Читати нема чого». На твердження, що він метр журналістики завжди зауважував: «Не метр, а метр сімдесят чотири».

## Нагороди та відзнаки
- Лауреат премії імені В. Огнєва.
- Заслужений працівник культури України.

## Літератруа
- Даен Леонид Абрамович, Позняк Павел Иванович, Черп Марк Максович. Киев. Путеводитель-справочник. — Киев : Государственное издательство политической литературы УССР, 1963. — 192 с. — 90 000 прим. (рос.)